# Tadeusz Gajda (ur. 1954)
Tadeusz Stanisław Gajda (ur. 8 stycznia 1954 w Guźni) – polski polityk, samorządowiec, rolnik, poseł na Sejm I, II, III i IV kadencji.

## Życiorys
Absolwent technikum rolniczego i wydziału rolniczego uniwersytetu ludowego. W 1979 zajął się prowadzeniem indywidualnego gospodarstwa rolnego pod Łowiczem. Należał do Związku Młodzieży Wiejskiej. Od 1972 działał w ZSL, następnie przystąpił do PSL, gdzie objął funkcję prezesa zarządu wojewódzkiego w Skierniewicach. Został także prezesem zarządu OSP w Skaratkach.
Był posłem I, II, III i IV kadencji wybieranym w okręgach płocko-skierniewickim, skierniewickim i sieradzkim z listy Polskiego Stronnictwa Ludowego. W 2004 bez powodzenia kandydował do Parlamentu Europejskiego. W 2005 nie został ponownie wybrany do Sejmu, a od 2006 pełnił funkcję radnego sejmiku łódzkiego.
W 2008 Sąd Okręgowy w Warszawie skazał go na karę 1 roku pozbawienia wolności z warunkowym zawieszeniem jej wykonania na dwuletni okres próby oraz grzywnę za głosowanie w Sejmie na „dwie ręce” w 1992. Po uprawomocnieniu się wyroku utracił mandat radnego. Ponownie ubiegał się o niego bez powodzenia w 2014. Rok później z ramienia PSL wystartował do Senatu w jednym z okręgów województwa łódzkiego. W 2023 ponownie kandydował do izby wyższej polskiego parlamentu z listy koalicyjnej Trzeciej Drogi. W 2024 został wybrany na radnego powiatu łowickiego.

## Życie prywatne
Jest żonaty z Janiną, ma czwórkę dzieci: Rafała, Michała, Szymona oraz Anetę.